# Dasychira embrithes
Dasychira embrithes är en fjärilsart som beskrevs av Collenette 1933. Dasychira embrithes ingår i släktet Dasychira och familjen tofsspinnare. Inga underarter finns listade i Catalogue of Life.